# Сердешт (Хузестан)
Серде́шт (Сардешт, перс. سردشت‎) — небольшой город на юго-западе Ирана, в провинции Хузестан. Входит в состав шахрестана Бехбехан.
На 2006 год население составляло 4 972 человека.
Альтернативные названия: Сардешт (Sār Dasht), Сердешт-э-Зейдун (Sardasht-e Zeydun).

## География
Город находится на юго-востоке Хузестана, в предгорьях западного Загроса, на левом берегу реки Зохре, на высоте 174 метров над уровнем моря.
Сердешт расположен на расстоянии приблизительно 175 километров к юго-востоку от Ахваза, административного центра провинции и на расстоянии 590 километров к юго-западу от Тегерана, столицы страны.